# خرچنگ‌ها شناگر
خرچنگ‌ها شناگر (نام علمی: Portunidae) نام یک تیره از راسته ده‌پایان است.